# Timelesz (アルバム)
『timelesz』（タイムレス）はtimeleszの1stEP。2024年6月19日にユニバーサルミュージックから発売された。

## 概要
2024年4月1日にグループ名を「Sexy Zone」から「timelesz」に改名後、初の作品。Deluxe Edition（CD＋DVD、数量限定豪華盤）、Limited Edition（CD＋DVD）、Standard Edition（CDのみ）の3形態で発売された。全形態にSexy Zone名義でリリースされた「本音と建前」「人生遊戯」「puzzle」を含む、全7曲が収録される。
リード曲「Anthem」は山下智久がプロデュースし、作詞も手掛けている。メンバーの菊池は19歳のころにドラマで山下と共演してから交流が続いており、コロナ禍が明けたころ、勢いで「曲とかってお願いできないですかね」と相談してみたところ、「いいよ、それやろうよ」と山下が即答。その時は具体的な話にまでは発展しなかったが、グループが3人になり、名前が変わるというタイミングで再び山下と食事に行く機会があり、話が進んだという。歌詞には「龍のように力強く舞い上がってほしい」という想いを込め、〈たちまちに世界を変えよう〉や〈そうさ獲物は逃がさん〉といった闘志みなぎるフレーズが並べられ、〈茨の道だとわかってても行かなきゃならない時はあるさ〉や〈今継続の大地へと足並みを揃えてGO〉といったメンバーの決意や覚悟も言語化。また、耳に残るパワーワードとして〈力 for us〉というキャッチーなワードが使われた。楽曲は低音が響くダンスチューンとなっており、これからメンバーが増えても迫力を増して歌える曲になるよう、先を見越した曲作りが意識された。退所した元ジャニーズ事務所（現SMILE-UP.）のタレントがSTARTO ENTERTAINMENTのタレントをプロデュースするのは今回が初であり、ファンからも「事務所越えてのプロデュースすごい」「伝説のコラボになる予感しかない」と反響があった。
楽曲は5月20日深夜放送の文化放送『timeleszのQrzone』で初オンエアされた。5月22日にはMVが公開され、メンバーは「行き先は無限、どこにでも飛び立てる」をテーマとした空港で、アグレッシブな楽曲にキレのあるダンスを披露している。振付はKANUが担当しており、3人ならではのフォーメーションで、パワフルに腕を動かす「リキリキ（力力）ダンス」など躍動感のあるダイナミックな動きを中心に、指先や手には繊細な動きが取り入れられている。今まであまり挑戦してこなかったヒップホップ系のダンスをひたすら踊ったことで、菊池は「俺ダンス好きなのかも」と新たな発見があったことをのちに明かしている。6月14日にはDance Practice動画も公開された。7月6日放送の日本テレビ系夏の音楽特番『THE MUSIC DAY 2024』に出演し、この曲を披露した際には「腕を力強く動かすダンスにも注目です」という山下の曲振りでパフォーマンスがスタートし、「山Pの曲振りからのAnthem! 胸アツ過ぎる！」とネットが沸いた。
本作を引っ提げ、6月22日から全国7都市25公演を回るアリーナツアー「We're timelesz Live Tour 2024 episode 0」を開催。

## 仕様・特典
「Deluxe Edition」は初の試みであり、メンバーのアイデアも採用された8特典がつく豪華盤となっている。また、全購入者を対象に『timelesz』B2サイズ告知ポスターがあたる抽選会が、6月22日と23日にタワーレコード渋谷店、新宿店、名古屋パルコ店、梅田NU茶屋町店で実施された。
仕様
- Deluxe Edition（数量限定豪華盤） - timelesz BOX（A4サイズ仕様）
- Limited Edition - BOX+デジパック仕様

予約購入先着特典
- Deluxe Edition（数量限定豪華盤） - A5サイズクリアファイル（絵柄A）
- Limited Edition - A5サイズクリアファイル（絵柄B）
- Standard Edition - メンバーソロアナザージャケット

封入特典
- Deluxe Edition（数量限定豪華盤） - A4サイズ60Pフォトブック、フォトカレンダー（2024年4月 - ）、B3サイズポスター（4つ折り）、timelesz IDカード（メンバー別3種）、timelesz ロゴステッカー

3形態共通封入特典
- ランダムトレカ1種（ソロ6種+集合2種 全8種のうち1枚）
- シリアルコード入り プレゼントカード
抽選特典
特設サイトから応募することで抽選で2000人にオリジナルグッズプレゼント
  - A賞 - timelesz オリジナル ウォッチ（縦約10cm×横約3.5cm）：500名
  - B賞 - timelesz オリジナル クリアバッグ（縦約19cm×横約14cm×奥行約6.5cm）：500名
  - C賞 - timelesz オリジナル レザートレイ（組み立て時 縦約15cm×横約15cm）：1000名

全員特典
  - EP『timelesz』セルフライナーノーツ（撮り下ろしインタビュー映像） - メンバー自らが楽曲やMV、作品に込めたメッセージ、制作秘話を語る

- シリアルコード入り プレイリストカード
『SZ10THアプリ』内ミュージックプレイヤー機能で楽曲が聴ける。

ツアー会場限定特典
「We're timelesz Live Tour 2024 episode 0」各会場のCD販売所でアルバムを購入した人に先着でプレゼント
- 缶バッジ2個セット

## 収録曲
クレジット出典

### CD
1. Anthem [3:18]
作詞：山下智久 / 作曲：今井大介（D.I） 、Jaeyoung Yang / 編曲：今井大介（D.I）
本作のリード曲[28]。
2. dilemma [3:23]
作詞：原田卓也 / 作曲：Ludwig Lindell、Christofer Erixon、Ricardo Burgrust / 編曲：Ludwig Lindell
80's - 90'sのレトロなダンス曲で、歌詞ではひと夏の恋が描かれている。「THE FINEST」、「Purple Rain」に続き、NOSTALOOKが手掛けたアニメーションMVが制作された。[29]
3. Selfish Love [3:22]
作詞：Jacob Watson / 作曲・編曲：Josef Melin
4. VIVID SUMMER DAYS [3:37]
作詞：六ツ見純代 / 作曲：DAICHI、HIKARI
5. 本音と建前 full ver. [4:22]
作詞・作曲・編曲：椎名林檎
6. 人生遊戯 [3:01]
作詞：渡辺拓也、真崎エリカ、徳山優、深川琴美、Komei Kobayashi / RAP詞：菊池風磨 / 作曲：渡辺拓也 / 編曲：CHOKKAKU
7. puzzle [4:11]
作詞：金井政人（BIGMAMA）  / 作曲：浪岡真太郎 / 編曲：石塚知生、浪岡真太郎

### DVD

#### Deluxe Edition
約37分収録。
- 「Anthem」MUSIC VIDEO
- Making of「timelesz」

#### Limited Edition
約71分収録。
- バラエティ映像「完全ノープラン!?自分たちで作る特典映像in千葉」

## チャート成績
初週9万9525枚を売り上げ、7月1日付「オリコン週間アルバムランキング」で初登場1位となり、1stアルバム『one Sexy Zone』から12作連続、通算12作目の1位を獲得した。また、このCD売上枚数のポイントのみで合算アルバムでも1位となり、通算6作目の1位を獲得した。
Billboard JAPANでも104,744枚を売り上げ、"Top Albums Sales"では2位以下に6.4倍以上の差をつけ首位を獲得。"Hot Albums"でも総合首位を獲得した。